# 아그레가시옹
아그레가시옹(Agrégation)은 프랑스의 중등ㆍ고등교육 교원 임용 경쟁시험이다.
중등교육 아그레가시옹 합격교원은 때때로 "대학 교수자격자agrégés de l'Université"라 불리는데, 프랑스의 대학교가 나폴레옹 1세에 의해 1808년 조직된 중등 교육을 지칭하는 것에 근거하며, 또한 1808년은 아그레가시옹 경쟁시험이 재실시된 해이기도 하다. 아그레가시옹은 석사 학위자에게 열려있다. CAPES 경쟁시험과 함께 아그레가시옹은 중등 교육에서 교원자격을 가진 교육자가 될 수 있는 길 중 하나이다.
고등교육 아그레가시옹 합격 교원은 중등교육 합격자와 구분되는데, 이들은 상위 단계(법, 정치학, 경영관리학)의 2차 아그레가시옹을 치루며, 박사 학위자에게만 열려있다.

## 중등교육 아그레가시옹
중등교육 아그레가시옹 경쟁시험은 중등교육 교수자격자(보통 '교수자격자agrégés', 때때로 '대학교수자격자agrégés de l'Université'라고 불림) 임용을 위해 실시되며, 고등교육 아그레가시옹 합격자와는 구분된다.
중등교육 아그레가시옹은 1766년부터 시행되었다. 당시 프랑스에서 추방되었던 예수회를 대체하는 교육인 집단을 만드는 데 목적을 두었다. 매우 선별적인 높은 수준의 경쟁시험인 아그레가시옹은 중학교, 고등학교, 그랑제콜 준비반, 또는 대학교의 교원이 될 수 있는 자격을 준다(PRAG).  
아그레가시옹 입시 준비는 대학교나 고등사범학교에서 이루어진다. 아그레가시옹 경쟁시험은 적격성 평가시험(논술 시험), 입학 시험(구술 시험)으로 구성되며, 체육 아그레가시옹은 실기 시험 역시 실시한다. 
유명한 아그레가시옹 합격자들로는 다음 이들을 들 수 있다.
- 철학자 알랭 (철학), 베르그손 (철학), 조르주 블랭 (문학), 장 폴 사르트르 (철학), 시몬 드 보부아르 (철학), 레몽 아롱 (철학), 미셸 푸코 (철학), 자크 데리다 (철학), 앙드레 글뤽스만 (철학), 알랭 핀켈크로트 (근대문학), 뤽 페리 (철학 및 정치학), 루이 알튀세르 (철학), 시몬 베유 (철학), 앙드레 콩트스퐁빌 (철학), 가스통 바슐라르 (철학), 피에르 부르디외 (철학), 질 들뢰즈 (철학), 파브리스 아자지.
- 언어학자 마르셀 코엔 (문법학), 에밀 뱅베니스트 (문법학), 알프레드 에르누 (문법학), 미셸 브레알 (문학), 실뱅 레비 (문학), 클로드 아제주 (고전문학).
- 사학자 쥘 미슐레, 루이 마들랭, 자크 르 고프, 프랑수아 퓌레, 앙리 귀이맹, 모나 오주프 (철학), 알베르 소불 (역사), 알베르 마티에, 페르낭 브로델, 에마뉘엘 르루아 라뒤리, 미셸 페로, 마르크 블로크, 조르주 뒤비, 피에르 각소트, 폴 벤 (문법학), 장 튈라르, 파트리스 브룅 (역사) ,
- 인류학자 클로드 레비스트로스 (철학) ;
- 세균학자 앙리 로마녜시 (문법학, 고전문학)
- 정치가 에두아르 에리오 (문학), 에두아르 달라디에 (역사), 장 조레스 (철학), 조르주 퐁피두 (문학), 알랭 쥐페 (고전문학), 자크 르장드르 (역사-지리학), 로랑 파비위스 (근대문학), 마리솔 투렌 (경제학 및 사회학), 브뤼노 르 메르 (근대문학), Aurélie Filippetti (고전문학), 나탈리 아르토 (경제 및 경영), Laurent Wauquiez (역사), François Bayrou (고전문학), Xavier Darcos (고전문학), Jack Lang (공법 및 정치학), Max Gallo (역사) ;
- 작가 Jacques Delille, 베르길리우스 번역자, 쥘리앵 그라크 (역사-지리학) 본명 루이 푸아리에, 쥘 로맹 (철학), Daniel-Rops (역사-지리학) 본명 앙리 프티오, Henri Queffelec (문학), Jean-Louis Curtis (영어), Patrick Grainville (근대문학), Dominique Fernandez (이탈리아어), Danielle Sallenave (문학), Léopold Sédar Senghor (문법학), Jean d'Ormesson (철학), Élisabeth Badinter (철학), Alain Frontier (문법학), Bernard-Henry Lévy (철학), Jean François Revel (철학), Emmanuel Tugny (문학)
- 희랍학자 아나톨 베이 (문법학), 자클린 드 로미이 (문학), 장피에르 베르낭 (철학) ;
- 수학자 Élie Cartan, Émile Borel, Henri-Léon Lebesgue, Claude Chevalley, ou plus récemment Laurent Schwartz, Cédric Villani (médailles Fields), Claire Voisin;
- 물리학자 Pierre-Gilles de Gennes, Louis Néel, Claude Cohen-Tannoudji, Serge Haroche, prix Nobel de physique, Philippe Nozières ;
- 화학자, 물리학자 노벨상 수상 마리 퀴리 (수학), 화학자 Paul Sabatier (prix Nobel de chimie 1912) ;
- 작곡가 Patrick Burgan (음악), le compositeur et universitaire Karol Beffa (음악).

## 고등교육 아그레가시옹
고등교육 아그레가시옹 경쟁시험은 대학 교수 임용을 위해 실시되는데, 과목은 법, 정치학, 경영관리학이 있다. 이전에는 다른 과목 역시 실시한 바 있다.

## 같이 보기
- 하빌리타치온